# Wouter De Vriendt
Wouter De Vriendt (Ostenda, 22 giugno 1977) è un politico belga membro dei Verdi e deputato alla Camera dei rappresentanti.

## Biografia
Dopo essersi laureato in scienze politiche, ha svolto degli studi di politica europea e cooperazione internazionale presso la Vrije Universiteit Brussel.
Tra il 2002 e il 2005 ha lavorato come collaboratore politico per Agalev/Groen!.
Vive ad Ostenda, dove è anche consigliere comunale.
Dopo le elezioni federali del 2007 è diventato deputato per le Fiandre occidentali, incarico che mantiene tuttora.